# 第6師団 (朝鮮人民軍)
第6師団（朝鮮語: 제6사단）は朝鮮人民軍の師団の一つである。現在の正式名称は近衛第6歩兵師団（朝鮮語: 근위 제6보병사단）

## 歴史

### 前史
第6師団の始まりは1945年11月中旬に瀋陽創設された朝鮮義勇軍第1支隊であった。創設時の主要幹部は支隊長金雄、政治委員方虎山、参謀長安斌、政治部主任朱然であった。延安軍政大学と太行山軍事幹部学校の学生200余名と盧喆龍が率いた新四軍所属の朝鮮義勇軍幹部数十名が骨幹となり、韓青と朱然が引率して入北に失敗した先遣縦隊800余名を基本兵力として組織され、編成時は機砲中隊と警衞中隊を含む11個中隊の1,500名であった。
第1支隊が組織された当時、国民党軍が山海関と錦州を占領して瀋陽に北上中であったため、瀋陽駐屯ソ連軍警備司令部は中国共産党機関と八路軍の瀋陽撤収を督促することになり、中共中央東北局と共に撫順に移動した。12月初めに撫順に到着した第1支隊は東北局の直接指示を受けながら同胞を対象とした共産党の群衆事業と社会秩序を維持しながら大々的な拡軍事業を展開した。拡軍事業のため朝鮮人集団居住区域で主要幹部が分散して活動することになり、張平山と沈靑は撫順、張禮信と張勳は山城鎮、安種洙と趙寛が桓仁・新賓地区、黄石と崔鋒は柳河・海龍地区、韓璟と玄波は磐石・輝南地区に出動して募軍事業を展開した。
第1支隊幹部らが若干の隊員を連れて拡軍事業を展開していた中、東北局の指示で通化に移動することになり、支隊本部が通化に駐留することになった。通化事件の鎮圧に出動し、戦死3名、負傷10余名の損害で、1,000余名の敵を消滅させ、800余名の捕虜を得た。
1946年2月、東北局は満州に進出した共産党系列の部隊を東北民主連軍と呼び、通化駐留八路軍の旅団は楊靖宇支隊、第1支隊は東北民主連軍遼寧軍区李紅光支隊に改称され、この時から公式的に朝鮮義勇軍という名称は消えることになった。
第1支隊が撫順から通化に移動した時点で兵力は2,000名に、通化事件鎮圧終了時点で5,000名に増加していた。暴動鎮圧からしばらくして支隊長金雄、参謀長安斌、政治部主任朱然が帰国し、後任はそれぞれ王子仁、盧喆龍、洪林となった。兵力が拡大して新編され、それぞれの中隊を4個大隊に統合し、さらに2個大隊を追加して6個大隊となった。支隊直属に教導大隊、機砲中隊、通信中隊、警衛中隊があり、大隊は5個中隊から成っていた。支隊本部は作戦課、偵察課、通信課、隊列課、管理課などで構成され、政治部には組織課、敵工課、保衛課などを新設し、供給処、衛生部、宣伝隊を組織した。この時の大隊級幹部は、第1大隊長趙寛、第2大隊長韓日海、第3大隊長李雄杓、第4大隊長金成日、教導員は張宇哲、宋春石、張龍、尹東洙などで直属の課長は延安から来た人々であった。李紅光支隊は兵力拡大と共に政治思想事業を重視し、第1支隊設立時点で中国共産党員は7名だったが、1946年末には兵力8,000名のうち2,600名が中国共産党員である。
李紅光支隊は治安秩序維持のために匪賊討伐作戦に動員され多く勝利し、鉄道警備のため護路軍組織事業に参加することになり、東北民主連軍副司令蕭勁光の命令で、支隊教導大隊を基に2個中隊を統合して遼寧軍区護路大隊が編成された。
1946年12月、李紅光支隊は独立第4師に改編され、ここで初めて中国人幹部が派遣され、第2師長に劉子儀、副師長に呉正宇が就いた。また師の下には団（連隊）という編制となるが、団長には李雄杓、李芳南、沈青、趙寛などが、政治委員には宋春石、韓日海、朱紅星、黄石などが、団参謀長には張勲、金成日、李賓などが、副団長には車均燮などが就いた。
1946年12月から1947年4月までの四保臨江戦役、1947年5月から1948年3月までの夏・秋・冬季攻勢、1948年初めの遼瀋戦役など東北地区の主要戦闘に参加した。
1948年11月に中国人民解放軍の正規部隊として第166師になり、瀋陽の守備と治安に当たった。

### 編成
中国と北朝鮮の協定によって、北朝鮮に朝鮮人部隊を引き渡すことになり、1949年5月頃に入北準備措置として、人民軍編制基準に基づき超過する団級幹部の数名が長春の164師に送られた。さらに高齢者を除隊させ、一部幹部を地方幹部に転職させ、部隊内の日本軍出身者でも経歴に問題がある者を中国に残した。これにより兵力は8千名ほどとなり、朝鮮族地方部隊が一部編入され、朝鮮族居住区で新兵を募集補充することになった。第1支隊の頃から部隊の政治委員を務めていた方虎山に引率され1949年7月に新義州に入り、10月に800人の補充を受けて第13連隊、第14連隊、第15連隊、砲兵連隊で編成され、朝鮮人民軍第6師団に改編された。
師団長には方虎山少将が就任した。参謀長に盧喆龍、文化副師団長に洪林、後方副師団長に朴民、砲兵副師団長に沈青、第13連隊長に韓日海、第14連隊長に黄石、第15連隊長に趙寛がそれぞれ任命された。なお、1950年中に趙寛は第5師団参謀長へ転出し、第15連隊長には李芳南が就任した。さらに第14連隊は第1連隊と交代して第1師団所属となった。
1949年12月中旬、新義州で第6師団による歩兵師団の攻撃演習が実施。演習講評団長の金雄少将は、他師団にまさる優秀な戦闘成績で、特に誠実性と迅速性については申し分なかったが、各兵種間の協同動作にいくつか欠点があると評価した。ソ連軍事顧問は、戦闘経験が多いのは認めるが、作戦の組織的計画性や軍事理論等はまだまだ低いと評価した。
南侵準備のため1950年6月12日から駐屯地を出発し、沙里院地域から電車で移動して6月18日には金川東南方6キロの750高地、グクサドン（국사동）、開城東北18キロのワリョンデ（와룡대）地域に投入された。そのうち隷下の1個連隊、砲兵大隊、自走砲大隊は延安から礼成江までを警備していた第2警備旅団地域に投入された。

### 朝鮮戦争
1950年6月、第1軍団(金雄中将)が編成されると、その隷下に入る。朝鮮戦争では師団主力が第206機械化連隊の支援を受けて開城方面に侵攻し、最初に漢江を渡河した部隊となる。第13連隊は仁川、第15連隊は江華島を占領して金浦半島に進出し、ソウル占領師団の漢江渡河作戦に合流する。
1950年7月、第1軍団が渡河を完了すると天安まで第4師団に後続し、天安からは南西に向かい、7月13日に礼山を通過して群山を占領し、20日には全州を攻略した。この湖南地区を破竹の勢いで突破した功績で8月29日に北朝鮮から近衛師団の称号を授与された。第6師団はアメリカ軍第8軍に気づかれることなく半島南西部の地域を次々と占領し、河東で第29連隊第3大隊を撃破して晋州市まで迫った。ここで第8軍は尚州の第25師団を転用することになり、第6師団は釜山橋頭堡の戦いで第25師団と交戦することになる。
晋州まで大きな損失は無かったが、馬山占領のため咸安からは困難に直面した。鎮東面北側の高地が屏風のように馬山を遮り、米軍が強固な防御陣地を構築して必死に攻撃を阻止するため、7月下旬から8月までの1か月間、第6師団は数回の攻撃を実施したが小さな高地すら占領できず、死傷者だけが続出した。さらに米空軍の執拗な攻撃と南海岸に停泊した米軍艦の大口径艦砲射撃を含む砲火力が致命的であり、日中は兵士から連隊長まで塹壕に隠れていた。
1950年8月下旬、第6師団の各連隊は兵力と火力で自己攻撃能力を喪失し、初めて戦争での主導権を失うことになった。8月30日、最高司令官金日成の81号命令が下達し、9月1日に馬山占領のための最後の攻撃を行うが、死傷者だけが生じ、攻撃は失敗した。
1950年9月中旬、第6師団は命令を受けて陣地から撤収し晋州に集結した。2日間休息を取って主要指揮官会議が開かれ、仁川上陸作戦と戦略的後退の必要性が説明され、北上する際の行軍順と移動経路が決定される。晋州に集結した時の兵力は編制上の60パーセント程度の7,500名であったが、戦闘部隊である大隊と中隊の損失が深刻で実際の損失は50パーセントであった。兵力を60パーセントに維持できたのは半島南部で募集した義勇軍新兵が補充されたためである。
開戦から3か月間で師団の主要指揮官は全て無事であったが、連隊指揮部の主要構成員と大隊長及び中隊長の損失は大きかった。第13連隊参謀長張勲、第15連隊文化副連隊長申学均、砲兵連隊長張宇哲などは米空軍の爆撃で戦死し、第15連隊参謀長朴光欽、第13連隊文化副連隊長崔進作は馬山地区戦闘で戦死し、第15連隊砲兵副連隊長李賓は行方不明となった
1950年9月15日の仁川上陸作戦に呼応して第8軍の反抗作戦が開始されると第6師団は文官8千人を収容して智異山に潜伏し、10月末から11月初めにかけて山伝いに移動して北朝鮮に撤収した。第6師団は他の部隊のように分散せず、むしろ他の部隊の落伍兵を吸収して出発時よりも兵力が増加した。人民軍最高司令部は第6師団の組織的撤退を評価し、全将兵を1～2階級ずつ特進させた。この功績で近衛師団の称号が与えられ、第6師団を基幹に第5軍団が創設された。
中国から防寒服と軍事物資を補給して15日ほど休息した後、第6師団を包括した第5軍団は第2次南進を始めた。中国軍第38軍と第41軍に後続して、徳川-孟山-順川の経路で黄海道に進出。東部戦線に移動後は金化、楊口付近を南下し、原州付近まで進撃した。原州の米軍指揮部奇襲作戦で第15連隊第2大隊長の許昌福に英雄称号が授与された。
1951年6月から9月にかけての攻防戦で兵力損失が大きく戦闘力を失ったため、陣地は中国軍が引き継ぎ、東海岸防衛任務の名目で1951年10月に咸興、高原一帯に集結した。高原郡西方のプレサン（부뢰산）付近で冬を越し、1952年春に永興郡海岸地域で米軍の東海岸上陸作戦に備えて坑道作業を行った。
1954年初め、再び前線に移動し、金城南側の轎岩山地区の中国軍防御陣地を引き継いだ。
現在は第2軍団隷下となり開城付近の軍事境界線に展開している。

## 人物
- 方虎山 - 師団長、二重英雄
- 洪林 - 文化副師団長、師団長（1950年11月）[24]
- 崔鳳俊 - 師団長（1951年6月）[25]
- 李芳南 - 第15連隊長、師団長（1952年初め）[26]
- 趙寛 - 第15連隊長、師団長（1953年初め）[23]
- 尹泰彦 - 師団長（休戦後）、初の非朝鮮義勇軍出身者[23]
- 高基煥 - 師団長[27]
- 李学文 - 偵察課副課長、二重英雄[28]
- 洪清波 - 第15連隊長